# بيطاوات
البيطاوات (الاسم العلمي: Bittiinae) هي أسرة من الرخويات تتبع الفصيلة القرطيونية من رتبة الصدفيات الماصة.

## أجناس البيطاوات
- البيط
- الإتبيط
- الليروبيط
- البيطل
- الزبيط
- الكاسييلة
- الكاكوزلينة